# Prison de Shikma
La prison de Shikma (en hébreu : בית סוהר שקמה) est une prison israélienne située à Ashkelon.

## Détenus notables
On y trouve de nombreux prisonniers palestiniens, dont l'ingénieur Dirar Abu Sisi, kidnappé en Ukraine en février 2011. Parmi les anciens prisonniers se trouve le scientifique israélien Mordechai Vanunu.